# Thinophilus govaerei
Thinophilus govaerei är en tvåvingeart som beskrevs av Patrick Grootaert och Henk J.G. Meuffels 1984. Thinophilus govaerei ingår i släktet Thinophilus och familjen styltflugor. Inga underarter finns listade i Catalogue of Life.